# Золотой блок
Золотой блок — Франция и 6 других стран (Швейцария, Люксембург, Бельгия, Нидерланды, Италия, Польша), державшие во время Первого мирового кризиса 1920-х, 1930-х годов свои национальные валюты привязанными к золоту (золотой стандарт) и сохранявшие некоторое время паритет между своими национальными валютами.
После конфискации золота у граждан США (Рузвельт-шок, 1934) и девальвации доллара более чем на 40 %
золотой блок стал разрушаться:
- 1934 — Италия вводит валютные ограничения;
- 1935 — Бельгия и Люксембург девальвируют свои валюты;
- 1935 — Польша устанавливает жёсткий валютный контроль и запрет на вывоз золота;
- 1936 — Франция и Нидерланды отменяют золотой стандарт;
- 1936 — Франция и Италия девальвируют свои валюты.